# Джаксън Полък
Джаксън Полък (на английски: Paul Jackson Pollock) е американски художник, водеща фигура на абстрактния експресионизъм. Страда от алкохолизъм през целия си живот. Умира на 44 години при автомобилна катастрофа, след като кара пиян.
Приживе се радва на значим успех и слава. От друга страна, предпочита да се усамотява и има нестабилна психика. През 1945 г. се жени за художничката Лий Краснър, която впоследствие оказва важно влияние върху творчеството му и допринася за посмъртната му слава.
В неговите творби се забелязва влиянието на творци като Диего Ривера и Хосе Клементе Ороско, но той изработва своя уникална техника и стил, които се състоят в капане и пръскане на боята върху платното. Прави първата си изложба през 1948 г., която има голям финансов успех. През 1949 г. е обявен за най-великия американски художник. През 2006 година на търг е продадена неговата картина „Номер 5, 1948“ за 140 милиона долара. Тя става най-скъпата картина в света.
През 2000 г. животът на Полък става тема на филм, носещ неговото име, режисиран от Ед Харис.

## Произход и младост
Полък е роден в Коди, Уайоминг през 1912 година, като последният от петима братя. Родителите му, Стела Мей и Лирой Полък, са израснали в Тингли, Айова. Баща му е роден с фамилното име Макой, но приема името на съседите, които го осиновяват, след като и двамата му родители умират в рамките на една година. Стела и Лирой Полък са презвитерианци от ирландски произход, бащата е наполовина от шотландски произход.  Лирой Полък е фермер и по-късно става правителствен земемер.  Джаксън израства в Аризона и Чико, Калифорния. Докато живее в Еко Парк, Калифорния, се записва в училище по приложни изкуства в Лос Анджелис, от което впоследствие е изключен. През ранните си творчески години се доближава до индианската култура, докато придружава баща си при земемерни маршрути.  През 1930 г., следвайки брат си Чарлс Полък, се мести в град Ню Йорк, където и двамата учат при Томас Харт Бентън в манхатънското училище по рисуване Art Students League of New York. Фокусът на Бентън върху провинциална Америка има само краткотрайно влияние върху Полък, но неговата ритмична употреба на боите и независимостта му оставят траен отпечатък върху младия художник. Между 1938 и 1942 г. Полък работи по т. нар. Федерален проект за изкуство (на английски: Federal Art Project), финансиран от правителството по време на голямата депресия.
В опита си да преодолее алкохолизма между 1938 и 1941 г. Полък следва терапия по юнгианска психология при д-р Джоузеф Хендерсън и по-късно при д-р Виолет Щауб де Ласло между 1941 и 1942 г. Хендресън решава да опита терапия чрез изкуство и кара Полък да рисува по време на сесиите, което води до редица творби с юнгиански идеи. През годините се появяват хипотези, че Полък може би е страдал от биполярно разстройство.

## Уникална техника
През октомври 1945 г. Полък се жени за американската художничка Лий Краснер, а месец по-късно те се местят да живеят в къща-студио в Ист Хамптън на остров Лонг Айлънд в щата Ню Йорк. Пеги Гугенхайм им дава назаем парите за първоначалната вноска за дървената къща с обор, който Полък превръща в студио. Това е мястото, където усъвършенства техниката си, с която по-късно бива постоянно отъждествяван.
Полък започва да използва течна боя през 1936 г. на една от експерименталните работилници, организирани от мексиканеца Давид Алфаро Сикейрос в Манхатън. По-късно използва изливането на боя като една от основните си техники за боядисването на платна. Пример за създадени по този начин картини са „Мъжко и женско“ (на английски: Male and Female) и „Композиция с изливане I“ (на английски: Composition with Pouring I). След като се мести в Спрингс, започва да рисува, разстилайки платното на пода на студиото си. Така той развива метод, който сам нарича „капкова техника“ и започва да използва синтетични бои, наричани алкидни енамели, сравнително ново средство по това време. Полък описва използването на бои от домакинството вместо професионални като „естествено израстване поради нужда“.
За нанасяне на боята Полък използва твърди четки, пръчки и дори спринцовки. Неговата техника за изливане и капене на боя е смятана за предшественик на екшън пейнтинга.